# Mickey Johnson
Wallace Edgar Johnson, detto Mickey (Chicago, 31 agosto 1952), è un ex cestista statunitense, professionista nella NBA.
È zio del cestista Linton Johnson.

## Carriera
Venne selezionato dai Portland Trail Blazers al quarto giro del Draft NBA 1974 (56ª scelta assoluta). Tra il 1974 e il 1986 disputò complessivamente 904 partite NBA con cinque franchigie diverse (Chicago Bulls, Indiana Pacers, Milwaukee Bucks, New Jersey Nets, Golden State Warriors e nuovamente New Jersey Nets).

## Statistiche

### NBA

#### Regular Season
| Anno      | Squadra         | PG  | PT  | MP   | TC%  | 3P%  | TL%  | RP   | AP  | PRP | SP  | PP   |
| --------- | --------------- | --- | --- | ---- | ---- | ---- | ---- | ---- | --- | --- | --- | ---- |
| 1974-1975 | Chicago Bulls   | 38  | 3   | 7,7  | 44,9 | -    | 63,8 | 2,5  | 0,5 | 0,3 | 0,3 | 3,8  |
| 1975-1976 | Chicago Bulls   | 81  | 72  | 29,5 | 46,3 | -    | 78,6 | 9,4  | 1,6 | 1,1 | 0,8 | 15,3 |
| 1976-1977 | Chicago Bulls   | 81  | 81  | 35,1 | 44,6 | -    | 79,6 | 10,2 | 2,4 | 1,3 | 0,8 | 17,3 |
| 1977-1978 | Chicago Bulls   | 81  | 81  | 35,4 | 46,2 | -    | 81,2 | 9,1  | 3,3 | 1,1 | 0,8 | 18,3 |
| 1978-1979 | Chicago Bulls   | 82  | 74  | 31,6 | 44,9 | -    | 83,0 | 7,6  | 4,6 | 1,1 | 0,7 | 15,4 |
| 1979-1980 | Indiana Pacers  | 82  | -   | 32,3 | 46,3 | 15,6 | 79,9 | 8,3  | 4,2 | 1,9 | 1,4 | 19,1 |
| 1980-1981 | Milwaukee Bucks | 82  | 82  | 25,8 | 44,8 | 16,7 | 78,9 | 6,6  | 3,5 | 1,1 | 0,9 | 12,5 |
| 1981-1982 | Milwaukee Bucks | 76  | 71  | 25,4 | 49,1 | 14,3 | 80,1 | 6,0  | 2,8 | 0,9 | 0,6 | 12,9 |
| 1982-1983 | Milwaukee Bucks | 6   | 0   | 25,5 | 45,5 | 0,0  | 77,8 | 4,2  | 1,8 | 0,2 | 0,3 | 11,2 |
| 1982-1983 | N.J. Nets       | 42  | 7   | 23,8 | 40,1 | 11,8 | 81,6 | 5,3  | 3,4 | 1,3 | 0,5 | 13,4 |
| 1982-1983 | G.S. Warriors   | 30  | 9   | 30,0 | 45,1 | 5,9  | 82,9 | 8,2  | 3,3 | 0,8 | 0,8 | 15,5 |
| 1983-1984 | G.S. Warriors   | 78  | 25  | 27,2 | 42,1 | 17,2 | 78,5 | 6,6  | 2,8 | 1,3 | 0,4 | 13,6 |
| 1984-1985 | G.S. Warriors   | 66  | 9   | 23,7 | 42,6 | 23,3 | 82,3 | 6,0  | 2,3 | 1,1 | 0,5 | 13,3 |
| 1985-1986 | N.J. Nets       | 79  | 4   | 19,9 | 42,2 | 20,8 | 78,5 | 4,2  | 2,7 | 0,8 | 0,3 | 7,8  |
| Carriera  | Carriera        | 904 | 518 | 27,7 | 44,9 | -    | 80,0 | 7,2  | 3,0 | 1,1 | 0,7 | 14,1 |

#### Playoffs
| Anno     | Squadra         | PG | PT | MP   | TC%  | 3P% | TL%  | RP   | AP  | PRP | SP  | PP   |
| -------- | --------------- | -- | -- | ---- | ---- | --- | ---- | ---- | --- | --- | --- | ---- |
| 1975     | Chicago Bulls   | 3  | -  | 1,7  | 33,3 | -   | -    | 0,0  | 0,0 | 0,0 | 0,3 | 0,7  |
| 1977     | Chicago Bulls   | 3  | -  | 41,3 | 47,2 | -   | 87,5 | 13,0 | 2,3 | 1,7 | 0,7 | 27,3 |
| 1981     | Milwaukee Bucks | 7  | -  | 24,3 | 40,0 | 0,0 | 85,7 | 6,7  | 1,9 | 1,3 | 0,9 | 11,7 |
| 1982     | Milwaukee Bucks | 6  | -  | 34,3 | 57,3 | 0,0 | 84,6 | 5,3  | 3,0 | 1,3 | 0,7 | 19,8 |
| 1986     | N.J. Nets       | 3  | 0  | 18,0 | 26,3 | 0,0 | 63,6 | 3,7  | 0,7 | 0,7 | 0,0 | 5,7  |
| Carriera | Carriera        | 22 | 0  | 25,4 | 46,6 | 0,0 | 83,2 | 5,9  | 1,8 | 1,1 | 0,6 | 13,7 |